# Gagitodes
Gagitodes es un género de polillas de la familia Geometridae. Es considerada un sinónimo del género Perizoma por algunos autores.

## Especies seleccionadas
- Gagitodes omnifasciaria (Inoue, 1998)
- Gagitodes parvaria (Leech, 1891)
- Gagitodes sagittata